# 류코쿠다이마에후카쿠사역
류코쿠다이마에후카쿠사역(일본어: 龍谷大前深草駅)은 일본 교토부 교토시 후시미구에 위치한 게이한 전기철도 게이한 본선의 역이다. 역 번호는 KH33이다.
류코쿠 대학 후카쿠 학사의 근처역으로 승강장의 역명판 옆에는 "류코쿠 대학 앞 RYUKOKU UNIVERSITY"라고 쓰인 안내 표지판이 붙어 있다.

## 역사
- 1910년
  - 4월 15일: 게이한 본선 개통과 동시에 이나리역으로 영업 개시.
  - 12월 16일: 후카쿠사역으로 역명 변경.

## 역 구조
섬식 승강장 2면 4선의 구조이고 대피 설비를 갖춘 교상역이다. 교상 역사는 승강장의 데마치야나기 방향에 위치하고 있다. 개찰구는 1곳 뿐이고 출입구는 동서로 있다. 과거에는 역의 승강장 지붕의 핵심인 "후카쿠사"에 맞추어 "심록색"으로 칠해졌으나 신역사에 완공에 맞추어 회색 계열로 도색되었다.
2016년 3월 말부터 신역사가 사용 개시되고, 휠체어 대응의 엘리베이터가 4기, 오스토 메이트 대응의 다목적 화장실도 설치되어 조명 설비는 LED화되었다.

### 승강장
| 번호 | 노선          | 방향 | 행선                                                         |
| ---- | ------------- | ---- | ------------------------------------------------------------ |
| 1・2 | ■ 게이한 본선 | 상행 | 산조・데마치야나기 방면                                      |
| 3・4 | ■ 게이한 본선 | 하행 | 주쇼지마・히라카타시・교바시・요도야바시・나카노시마 선 방면 |

- 내측 2선(2,3번 선)이 주로 본선, 외측 2선(1,4번 선)이 대피선이다.

## 이용 현황
| 연도   | 하차 인원 | 승차 인원 |
| ------ | --------- | --------- |
| 2007년 | 11,378    | 5,773     |
| 2008년 | 11,566    | 5,803     |
| 2009년 | 11,584    | 5,778     |
| 2010년 | 10,978    | 5,463     |
| 2011년 | 11,597    | 5,770     |
| 2012년 | 10,823    | 5,460     |
| 2013년 | 11,838    | 6,033     |
| 2014년 | 10,131    | 5,255     |
| 2015년 | 11,946    | 6,052     |

## 역 주변
동쪽 입구 앞에 음식점이 몇 채 있어, JR 나라 선의 건널목을 건너는 곳에는 오백 나한의 석불로 알려진 세키호 절, 교토 최고의 다보탑이 남아 있는 진소잔호토 절이 있다.
- 이나리역(서일본여객철도 나라 선) - 1km도 안되는 거리에 있고, 북북동쪽으로 걸어서 도보 5분 정도 걸린다.
  - 서쪽 입구 앞에 자전거 창고와 유료 주차장이 있다.
- 류코쿠 대학 후카쿠 학사 단기 대학부
- 교토 시립 스나가와 초등학교
- 교토 부 경찰학교
- 교토 지방 법무국 후시미 출장소
- 교토 시립 교토 공학원 고등학교

## 사진

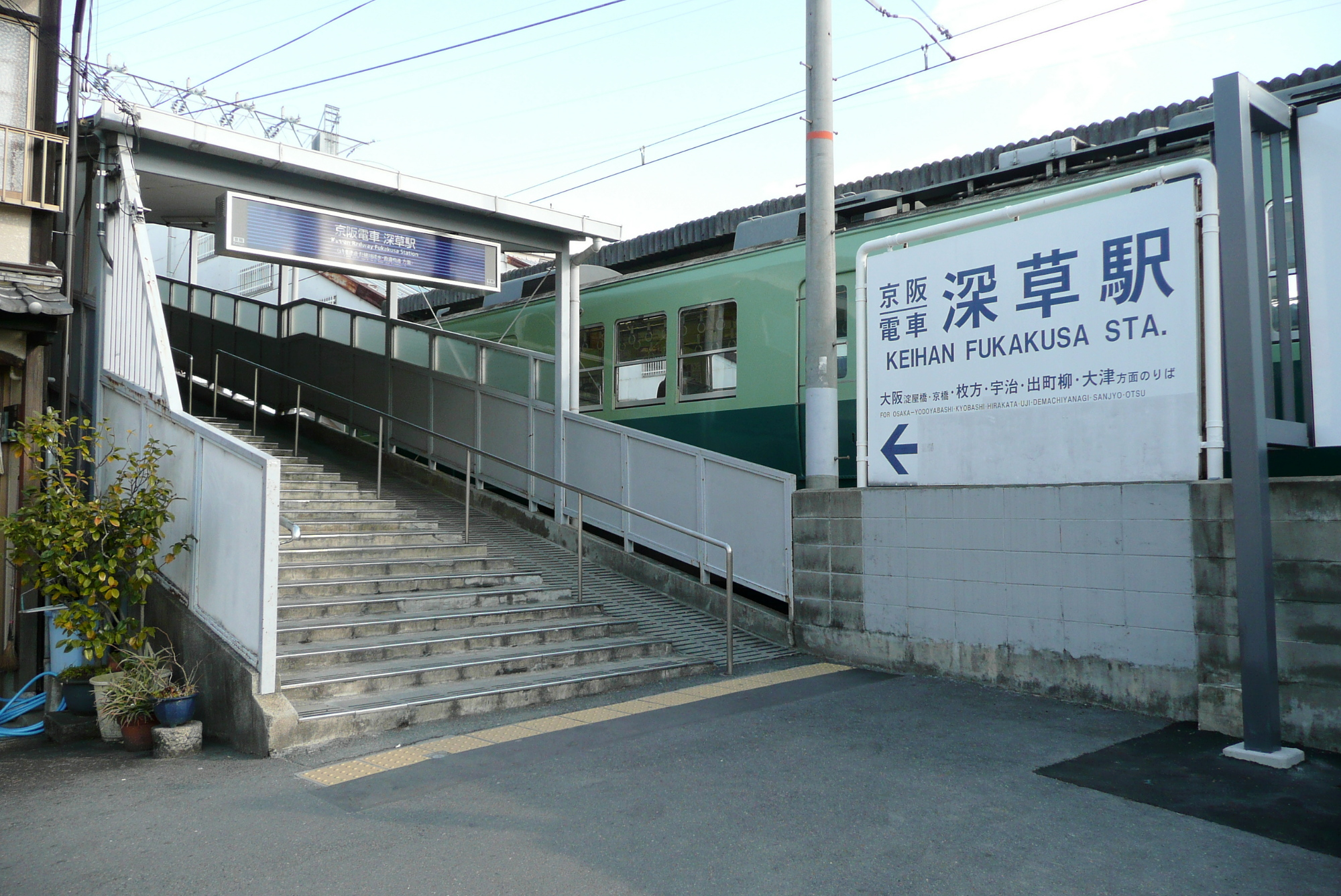
서쪽 출입구

## 인접역
| 게이한 전기철도 ■ 게이한 본선   | 게이한 전기철도 ■ 게이한 본선                  | 게이한 전기철도 ■ 게이한 본선       |
| ------------------------------- | ---------------------------------------------- | ----------------------------------- |
| KH32 후지노모리 요도야바시 방면 | ■ 통근 준특급 (평일 하행 운전) ■ 준특급 ■ 보통 | 후시미이나리 KH34 데마치야나기 방면 |